# ジミー・チェンバレン
ジミー・チェンバレン（Jimmy Chamberlin、1964年6月10日-）は、アメリカ合衆国のドラマー。オルタナティヴ・ロック・バンド、スマッシング・パンプキンズのドラマーとして活動。

## 来歴

### 生い立ち
アメリカ合衆国イリノイ州の中都市、ジョリエットで6人兄弟の1人として生まれる。父はジャズ・バンドでクラリネットを、兄はドラムをプレイするという音楽一家で育つ。
9歳の時にドラムを始め、15歳の時には地元のバンドで演奏するようになる。様々なバンドを転々とした後、友人にビリー・コーガンを紹介され、スマッシング・パンプキンズに加入することになる。当時、ジミーは大工をしていたが、スマッシング・パンプキンズの活動に集中するため、ほどなくして仕事を辞めている。

### スマッシング・パンプキンズ
スマッシング・パンプキンズが成功への歩みを進める一方で、ジミーは深刻なヘロイン中毒に陥っていた。ツアー中のある日、ホテルの部屋で一緒に麻薬をやっていたバンド・サポーターのジョナサン・メルヴィンがオーバードーズしてしまう。同室で摂取していたジミーは逮捕され、この一件によりバンドを解雇された。
その後、元スキッド・ロウのセバスチャン・バックのソロ・プロジェクトに参加するが、程なくしてスマッシング・パンプキンズに呼び戻され、2000年の解散までドラマーを務めた。

### ズワン - ジミー・チェンバレン・コンプレックス
解散後はビリー・コーガンと行動を共にし、2001年にはズワンを結成するが、このバンドは短命に終わり、アルバム1枚を発表した後の2003年に解散した。
2004年には自ら新プロジェクト「ジミー・チェンバレン・コンプレックス」を立ち上げ、翌年にはアルバムを発表した。

### スマッシング・パンプキンズ再結成 - 現在
2006年にスマッシング・パンプキンズが再結成されると、ジミーはビリーと共に参加。アルバムを制作し、これをサポートするツアーにも参加するも、2009年に脱退を表明。
今後は自身のバンド、ジミー・チェンバレン・コンプレックスの一員として音楽活動を続けることを表明したが、2015年にサポート・メンバーとしてスマッシング・パンプキンズに復帰し、2018年よりは三度正式メンバーとして復帰した。

## プレイスタイル
元々はジャズ・ドラマーだったこともあり、ジャズとロックの双方から影響を受けている。ジミーによると、ロック・ドラマーではキース・ムーン、ジョン・ボーナム、イアン・ペイスが、ジャズ・ドラマーではトニー・ウィリアムス、エルヴィン・ジョーンズ、そしてジーン・クルーパが彼のプレイスタイルに大きな影響を及ぼしている。
オンライン・マガジンのGigwise誌は、2008年にジミーを偉大なドラマーランキングの第5位に選出した。このランキングには、ジミーが憧れるドラマーも多数ランクインしている。
2010年の「ローリング・ストーン誌の選ぶ歴史上最も偉大な100人のドラマー」に於いて第53位。

## ディスコグラフィ

### スマッシング・パンプキンズ
- 『ギッシュ』 - Gish (1991年)
- 『サイアミーズ・ドリーム』 - Siamese Dream (1993年)
- 『メロンコリーそして終りのない悲しみ』 - Mellon Collie and the Infinite Sadness (1995年)
- 『マシーナ/ザ・マシーンズ・オブ・ゴッド』 - Machina/the machines of God (2000年)
- 『マシーナII』 - Machina II/the friends & enemies of modern music (2000年)
- 『ツァイトガイスト』 - Zeitgeist (2007年)
- 『シャイニー・アンド・オー・ソー・ブライト VOL.1 / LP:ノー・パスト、ノー・フューチャー、ノー・サン』 - Shiny and Oh So Bright, Vol.1/LP:No Past. No Future. No Sun. (2018年)
- 『シール』 - Cyr (2020年)
- Atum: A Rock Opera in Three Acts (2023年)

### サイド・プロジェクト
- The Last Hard Men (1998年) ※The Last Hard Men名義
- 『メアリー・スター・オブ・ザ・シー』 - Mary Star of the Sea (2003年) ※ズワン名義
- Life Begins Again (2005年) ※ジミー・チェンバレン・コンプレックス名義
- Great Civilizations (2011年) ※Skysaw名義
- Prana & Pinda (2011年) ※Shaman Durek名義
- The Parable (2017年) ※ジミー・チェンバレン・コンプレックス名義
- Honor (2020年) ※ジミー・チェンバレン・コンプレックス名義

### 参加アルバム
フランク・カタラーノ
- Love Supreme Collective (2014年) ※EP
- God's Gonna Cut You Down (2015年)
- Bye Bye Blackbird (2016年) ※with デイヴィッド・サンボーン

その他
- メディスン : She Knows Everything (remix) (1994年)
- フロッグス : Starjob (1997年)
- ケリー・ディール6000 : Boom! Boom! Boom! (1997年)
- ビリー・コーガン : 『ザフューチャーエンブレイス』 - TheFutureEmbrace (2005年) ※「DIA」に参加
- ビル・マッデン : Gone (2006年)
- チャーリー・パクソン : Help Yourself (2006年) ※「C.Y.T」に参加
- ギャニン・アーノルド : Not From Here (2010年) ※「Not From Here」「Get On with It」に参加
- Various Artists : Metro: The Official Bootleg Series, Volume 1 (2010年) ※「Freedom」に参加
- タイソン・ミード : "Tomorrow In Progress" (2014年)